# Bombardowanie Fortu Stevensa
Bombardowanie Fortu Stevensa – akcja japońskiego okrętu podwodnego I-25, w pierwszych miesiącach wojny na Pacyfiku, mający na celu ostrzelanie instalacji wojskowych na zachodnim wybrzeżu Stanów Zjednoczonych. Celem dla japońskich artylerzystów stał się wieczorem 21 czerwca 1942 roku Fort Stevensa w stanie Oregon. Ostrzał nie przyniósł rezultatów, z 17 wystrzelonych pocisków jedynie nieliczne upadły na terenie wojskowym, powodując nieznaczne uszkodzenia. Amerykanie nie odpowiedzieli ogniem.

## Trzeci patrol I-25
Japoński krążownik podwodny I-25 (dowódca Tagami Meiji) wypłynął na swój trzeci patrol bojowy 11 maja 1942 roku, wspólnie z bliźniaczym I-26. Obydwie jednostki udały się w rejon Aleutów, gdzie samolot pokładowy z I-25, Yokosuka E14Y, wykonał ważny lot rozpoznawczy nad wyspą Kodiak, zaś kilka dni później nad Dutch Harbor. Działania te były częścią przygotowania japońskiego do desantu na Aleutach.
W dalszej części patrolu okręty skierowały się do wybrzeży Kolumbii Brytyjskiej i Oregonu. Miały atakować żeglugę przybrzeżną, zaś 18 czerwca ich dowódcy odebrali rozkaz niszczenia ogniem artyleryjskim, w miarę możności, instalacji nadbrzeżnych. Realizując go, jednostki rozdzieliły się: I-26 udał się w okolice Vancoucer, gdzie 20 czerwca ostrzelał latarnię morską i stację telegrafu Estevan Point, powodując znaczne zniszczenia; zaś I-25 skierował się w rejon ujścia Kolumbii do Pacyfiku. 20 czerwca storpedował i uszkodził brytyjski frachtowiec „Fort Camosun”, zaś następnego dnia podpłynął do wybrzeży Oregonu w pobliżu Fortu Stevensa.

## Bombardowanie

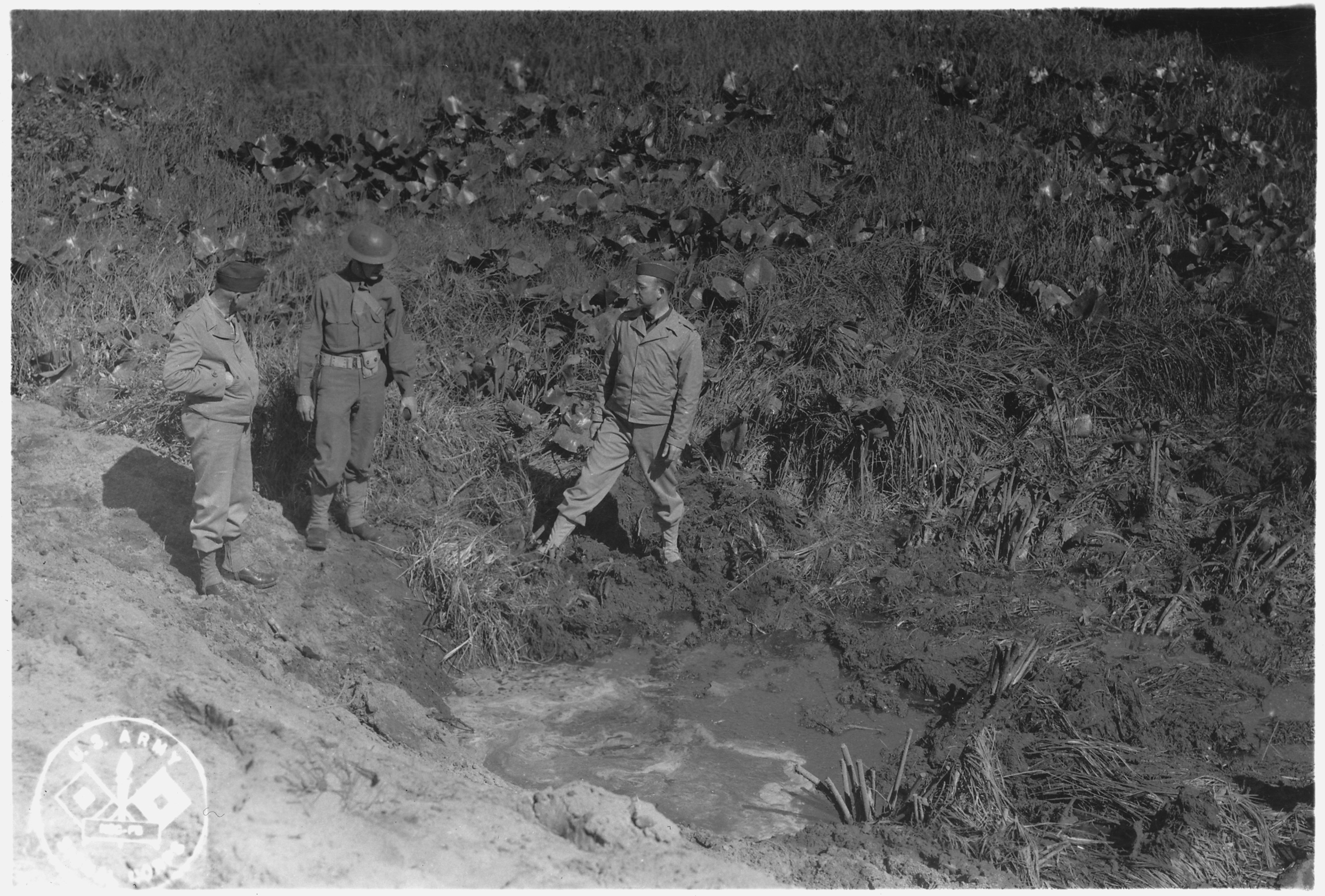
Żołnierze oglądający krater powstały po bombardowaniu fortu.

Po zapadnięciu ciemności dowódca I-25 wynurzył swój okręt w pobliżu amerykańskiego fortu, zbudowanego jeszcze w latach wojny secesyjnej. Po przygotowaniu działa pokładowego kal. 140 mm, artylerzyści otworzyli ogień z odległości około 18 000 metrów. W ciągu mniej więcej 15 minut wystrzelili 17 pocisków do celu, który według danych japońskiego wywiadu miał być bazą okrętów podwodnych. Osiem z nich upadło w wodę, pozostałych dziewięć nie wyrządziło większych szkód na lądzie. Większość wybuchła na plaży i w pasie przybrzeżnych moczarów, jeden niewybuch upadł na pobliskie pole golfowe i został zachowany jako pamiątka tego zdarzenia. Uszkodzone zostały instalacje elektryczne i telefoniczne na terenie fortu oraz niedalekie boisko do baseballa.
Amerykanie wykryli I-25 wkrótce po wynurzeniu, dzięki zainstalowanej w forcie wczesnej aparaturze radarowej. Jednak dowódca baterii Russela, składającej się z dwóch dział kal. 254 mm, będących głównym uzbrojeniem twierdzy, kapitan Jack Woods, nie zezwolił na otwarcie ognia, zdając sobie sprawę, że przestarzałe armaty nie mają wystarczającej donośności, by zagrozić przeciwnikowi. Jego decyzję potwierdził wkrótce dowódca lokalnej obrony wybrzeża, pułkownik Carl. C. Dooney. Tak więc Tagami Meiji mógł zanurzyć swój okręt nie niepokojony i odpłynąć. Następnego dnia na brzegu w rejonie fortu rozwinięto zasieki z drutu kolczastego.
I-25 zakończył swój trzeci patrol 11 lipca 1942 roku w bazie w Yokosuka. Na kolejny wypłynął 15 sierpnia, znów ku brzegom Oregonu. W jego trakcie samolot pokładowy, pilotowany przez chorążego Nobuo Fujitę wykonał we wrześniu dwa loty bojowe nad terytorium Stanów Zjednoczonych, podczas których zrzucił bomby zapalające na kompleksy leśne, z zamiarem wzniecenia ich pożarów.